# Библиотека Корниша
Библиотека Корниша (англ. Cornish Library) — филиал общественной библиотеки в городе Виннипег, в провинции Манитоба в Канаде. Вместе с Сент-Джонской библиотекой, является одной из двух библиотек Карнеги в Виннипеге. Здание включено в список памятников архитектуры II класса и является памятником культурного наследия Виннипега с 15 января 1993 года. Библиотека названа в честь первого мэра города — Фрэнсиса Эванса Корниша.

## История
Проект здания был разработан архитектором Сэмуэлом Фрэнком Питерсом и одобрен Джеймсом Бертрамом, личным секретарём Дейла Карнеги, который следил за тем, чтобы выделенные на строительство средства были потрачены с максимальным эффектом, а не на дорогие интерьеры. Под строительство библиотеки был выделен небольшой участок земли у нейборхуда Армстронгс-Пойнт, близ Мэрилендского моста, по адресу Уэст-гейт 20 в Корниш-парке. Прежде на этом месте находилась Виннипегская водопроводная башня. Здание библиотеки расположено на восточном берегу реки Ассинибойн; к реке обращён западный фасад здания. Ранее рядом с библиотекой стояло здание Корниш-бейтс, первого крытого бассейна в Виннипеге.
Строительство библиотеки было начато в 1914 году Национальной строительной компанией Виннипега. Библиотека открылась 15 июня 1915 года. Фундамент был поврежден наводнением в 1918 году и отремонтирован на грант Дейла Карнеги в размере семи тысяч долларов США.
В 2019 — 2020 годах библиотека была закрыта на реконструкцию, в ходе которой в здании появилась полностью стеклянная зона для чтения и улучшился доступ со стороны главного входа. На ремонт было потрачено более трёх миллионов долларов США. 29 июля 2021 года библиотека снова официально открылась.
В библиотеке Корниша выступала с лекциями канадская писательница и активистка движения за права женщин Нелли Маккланг.

## Архитектура

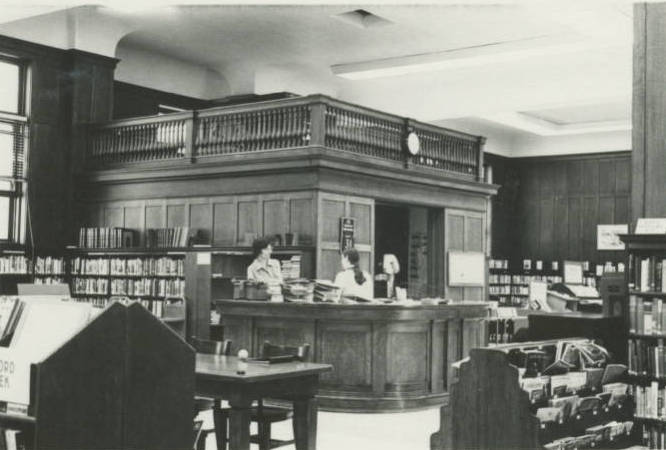
Интерьеры библиотеки

Библиотека площадью в четыреста тридцать квадратных метров была построена в соответствии с требованиями Эндрю Карнеги и имела простой план, характеризующийся классическими деталями, окнами и скромным внутренним убранством. Опираясь на бетонный фундамент, здание включает около четырёх тысяч кубических метров внутренней площади, состоит из семидесяти пяти миллионов кирпичей, чуть более тысячи квадратных метров поверхностной площади из гипса и двухсот двадцати девяти квадратных метра из бетона. Стоимость здания составила около тридцати тысяч долларов США по курсу того времени.

### Фасад
Библиотека представляет собой одноэтажное здание прямоугольной формы с приподнятым цокольным этажом. Оба уровня обрамлены ровным орнаментальным поясом. Стены возведены из красного кирпича, детали сделаны из известняка. Подоконники выполнены из камня. Окна высокие и прямоугольные. Вальмовая крыша невысокая. Передний портик в центре и задний павильон в центре здания покрыты остроконечной крышей. Главный вход имеет фронтонную двойную дверь. Его обрамляют каменные колонны. На резном антаблементе есть надпись: «Общественная библиотека», «Филиал Корниш» и «1914 год нашей эры». Фронтон на вершине заднего павильона имеет окулюс с декоративной отделкой из кирпича и камня. На фронтонах и под карнизами блочные модульоны. Другие особенности включают дымоходы из красного кирпича с каменными верхушками, а также кирпичное и каменное крыльцо с двускатной крышей.

### Интерьеры
В библиотеке высокие потолки и окна. Потолки цокольного этажа составляют почти четыре метра, а потолки главного этажа пять с половиной метров. На первом этаже по периметру расположены книжные полки. Зоны для чтения включают частичные и экранированные стены. На цокольный этаж можно попасть по лестнице из парадного вестибюля. Центральный коридор в нём разделяет лекционные аудитории. Межкомнатные двери в библиотеке выполнены из дуба и стекла. Другие особенности интерьера включают массивные, широкие дубовые столы, деревянные панели и кафельные камины с дубовыми каминными полками. Книжные собрания хранятся на первом этаже. На цокольном этаже есть читальный зал на шестьдесят человек.